# 8433-as mellékút (Magyarország)
A 8433-as számú mellékút egy körülbelül 7,5 kilométer hosszú, négy számjegyű országos közút Vas vármegyében, Celldömölköt köti össze a délnyugati szomszédságában fekvő kisebb településekkel.

## Nyomvonala
A Celldömölkhöz tartozó, egykor önálló Alsóság déli szélén ágazik ki a 8429-es útból, annak a 12+100-as kilométerszelvénye közelében, dél felé. Rövid időn belül nyugatabbi irányt vesz, nagyjából 800 méter után elhalad a Ság-hegy délkeleti lankáin elterülő Mágorta külterületi településrész mellett, a 2. kilométerénél pedig Bokodpusztát érinti, ahol egy önkormányzati út is kiágazik belőle keleti irányban, Izsákfa felé. 2,4 kilométer után áthidalja a Mágorta-patakot, majd szinte azonnal kiágazik belőle a 84 137-es számú mellékút dél felé, Köcsk község irányába.
3,7 kilométer után az út Kemeneskápolna területén folytatódik, a falu első házait bő negyed kilométerrel arrébb éri el, ott a Fő utca nevet veszi fel. A központban, 4,5 kilométer után beletorkollik dél felől a 8434-es út, a folytatásban egymás után két irányváltása is következik, és nem sokkal ezt követően ki is lép a lakott területről. 5,5 kilométer után éri el Vásárosmiske határszélét, ahol kiágazik belőle észak felé, Mesteri központja irányába a 8456-os út. 7,3 kilométer után éri el Vásárosmiske első házait, és ott szinte egyből véget is ér, beletorkollva a 8432-es útba, annak a 9+500-as kilométerszelvénye közelében.
Teljes hossza, az országos közutak térképes nyilvántartását szolgáló kira.gov.hu adatbázisa szerint 7,461 kilométer.

## Települések az út mentén
- Celldömölk
- Kemeneskápolna
- Vásárosmiske